# Lithopleurota monachopis
Lithopleurota monachopis är en fjärilsart som beskrevs av Edward Meyrick 1939. Lithopleurota monachopis ingår i släktet Lithopleurota och familjen säckspinnare. Inga underarter finns listade i Catalogue of Life.